# Lijst van oorlogsmonumenten in Midden-Groningen
De Nederlandse gemeente Midden-Groningen heeft 20 oorlogsmonumenten. Hieronder een overzicht.
| Nr.  | Object                                  | Herdachte groep                                                                            | Ontwerper                                                                                     | Onthulling     | Type               | Locatie                              | Plaats                                                                       | Coördinaten                   | Foto                      |
| ---- | --------------------------------------- | ------------------------------------------------------------------------------------------ | --------------------------------------------------------------------------------------------- | -------------- | ------------------ | ------------------------------------ | ---------------------------------------------------------------------------- | ----------------------------- | ------------------------- |
| 80   | Oorlogsmonument                         | algemeen                                                                                   |                                                                                               |                | gedenksteen        | Hoofdstraat, 9635 AS                 | Noordbroek                                                                   | 53° 11' 54" NB, 6° 52' 24" OL | Oorlogsmonument           |
| 81   | Monument bij de N.H. kerk               | algemeen, burgerslachtoffers                                                               |                                                                                               |                | gedenksteen        | Kerkstraat, 9649 GM                  | Muntendam                                                                    | 53° 8' 2" NB, 6° 52' 25" OL   |                           |
| 282  | Monument aan de Hoofdweg                | vervolgden Nederland                                                                       | H. Bult                                                                                       | 3 oktober 1998 | overig             | Hoofdweg 29, 9627 PA                 | Hellum                                                                       | 53° 14' 19" NB, 6° 50' 14" OL |                           |
| 506  | Oorlogsmonument                         | burgerslachtoffers                                                                         |                                                                                               | 4 mei 1994     | gedenksteen        | Hoofdweg, 9615 AD                    | Kolham                                                                       | 53° 10' 56" NB, 6° 44' 41" OL |                           |
| 645  | Monument bij de N.H. kerk               | allen                                                                                      |                                                                                               |                | beeld/sculptuur    | Hoofdweg 108, 9621 AN                | Slochteren                                                                   | 53° 12' 32" NB, 6° 47' 53" OL | Monument bij de N.H. kerk |
| 661  | Gedenknaald Sappemeer                   | allen                                                                                      | Nico Bulder                                                                                   | 1948           | zuil               |                                      | Sappemeer                                                                    | 53° 9' 51" NB, 6° 47' 24" OL  | Gedenknaald Sappemeer     |
| 1822 | Joods monument                          | vervolgden Nederland                                                                       | Anita Franken                                                                                 | 7 januari 1994 | beeld/sculptuur    | Stationsweg                          | Zuidbroek                                                                    | 53° 9' 35" NB, 6° 52' 5" OL   | Joods monument            |
| 2463 | Oorlogsmonument                         | algemeen                                                                                   |                                                                                               |                | zuil               |                                      | Muntendam                                                                    | 53° 8' 5" NB, 6° 52' 18" OL   | Oorlogsmonument           |
| 2464 | Blad                                    | algemeen                                                                                   | René de Boer                                                                                  |                | beeld/sculptuur    | Kerkstraat 8, 9651 AW                | Meeden                                                                       | 53° 8' 22" NB, 6° 55' 54" OL  | Blad                      |
| 2529 | Monument aan de Meint Veningastraat     | burgerslachtoffers, verzet Nederland                                                       | Chris Mollema (15-06-1957), Mascha van der Veen (12-07-1971), Gieterij Borcherts (uitvoering) | 1 mei 2004     | plaquette          | Meint Veningastraat 114-116, 9601 KJ | Hoogezand                                                                    | 53° 9' 48" NB, 6° 44' 53" OL  |                           |
| 2741 | Herdenkingskruis                        | algemeen                                                                                   |                                                                                               |                | kruis              |                                      | Kiel-Windeweer                                                               | 53° 7' 24" NB, 6° 46' 17" OL  |                           |
| 2747 | Gedenksteen bij de N.H. kapel           | allen                                                                                      |                                                                                               |                | gedenksteen        | Hoofdweg 37, 9939 PB                 | Tjuchem                                                                      | 53° 16' 49" NB, 6° 52' 41" OL |                           |
| 2860 | Monument op begraafplaats De Stille Hof | algemeen                                                                                   | Freddy Haan                                                                                   |                | gedenksteen        | Knijpslaan 3, 9601 KA                | Hoogezand                                                                    | 53° 10' 0" NB, 6° 45' 16" OL  |                           |
| 3132 | Joods monument                          | vervolgden Nederland, burgerslachtoffers                                                   | Lucas Klein (06-01-1952)                                                                      | 9 maart 1994   | beeld/sculptuur    | Stationsweg, 9601 BH                 | Hoogezand                                                                    | 53° 9' 36" NB, 6° 46' 13" OL  | Joods monument            |
| 3133 | Geallieerd erehof                       | geallieerde militairen                                                                     |                                                                                               |                | begraafplaats/graf | Woldweg 123, 9606 PC                 | Kropswolde                                                                   | 53° 8' 52" NB, 6° 43' 25" OL  |                           |
| 3134 | Bevrijdingsboom                         | algemeen                                                                                   |                                                                                               |                | boom               | Oudeweg 89, 9608 PK                  | Westerbroek                                                                  | 53° 11' 1" NB, 6° 41' 12" OL  |                           |
| 3135 | Salomon en Leentje                      | burgerslachtoffers, vervolgden Nederland                                                   | Jef Depassé                                                                                   | 1985           | beeld/sculptuur    | Sluiskade, 9601 LA                   | Martenshoek                                                                  | 53° 9' 51" NB, 6° 44' 28" OL  | Salomon en Leentje        |
| 3160 | Joods monument (2)                      | vervolgden Nederland                                                                       |                                                                                               |                | plaquette          | Botjesweg, 9636 EL                   | Zuidbroek                                                                    | 53° 11' 5" NB, 6° 51' 2" OL   |                           |
| 3161 | Oorlogsmonument                         | militairen in dienst van het Ned. Kon. 1940-1945, burgerslachtoffers, vervolgden Nederland | J. van Timmeren                                                                               |                | gedenkmuur         | Viskenijlaan, 9628 AZ                | Siddeburen                                                                   | 53° 14' 55" NB, 6° 51' 52" OL |                           |
| 3171 | Oorlogsmonument                         | vervolgden Nederland, burgerslachtoffers                                                   |                                                                                               | 2001           | beeld/sculptuur    | Hoofdweg, 9626 AC                    | Schildwolde                                                                  | 53° 13' 53" NB, 6° 49' 8" OL  |                           |
|      | Stolpersteine                           | vervolgden Nederland                                                                       | Gunter Demnig                                                                                 |                | reliëf             |                                      | Hoogezand, Sappemeer, Woudbloem, Scharmer, Froombosch, Muntendam, Noordbroek |                               |                           |

Eemsdelta ·
Groningen ·
Het Hogeland ·
Midden-Groningen ·
Oldambt ·
Pekela ·
Stadskanaal ·
Veendam ·
Westerkwartier ·
Westerwolde